# Henry Slade (Spiritist)

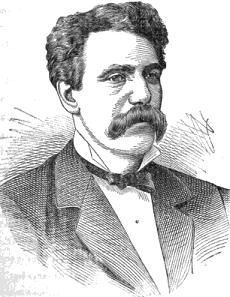
Henry Slade

Henry Slade (* 1836 in den USA; † 1905 in Belding, Michigan, USA) war ein US-amerikanischer Spiritist und Medium, der vorgab, in Séancen mit Geistern (Verstorbenen) in Kontakt treten zu können. Er behauptete, Mitteilungen der Verstorbenen auf vorher unbeschriebenen Schiefertafeln (engl. „slate“) erscheinen lassen zu können („slate wiriting“).

## Leben
Der in den USA aufgewachsene Henry Slade wurde besonders in den 1870er Jahren in Europa bekannt. Er gab vor, ein Medium zu sein, das den Kontakt zur „vierten Dimension“ herstellen könne. Dazu veranstaltete er Séancen, in denen er eine unbeschriebene (Schul-)Schiefertafel vorzeigte und sie anschließend unter einer Tischplatte, fest an diese gedrückt, hielt. Nach geraumer Zeit wurde die Tafel hervorgeholt und man sah einen handgeschriebenen Text auf der Seite der Tafel, die gegen die Unterseite der Tischplatte gehalten wurde.
Als sich Slade 1876 in London aufhielt und dort Séancen abhielt, mischte sich der skeptische Zoologe Edwin Lankester unter das Publikum und beschaffte sich eine Schiefertafel, die bereits mit Schrift vorbereitet war. Lankester sah eine Gelegenheit, den Spiritismus in der Öffentlichkeit bloß zu stellen und sorgte dafür, dass Slade nach der Gesetzgebung gegen Landstreicherei angeklagt wurde, weil diese Wahrsagerei unter Strafe stellte. Der Zauberkünstler John Nevil Maskelyne demonstrierte als Zeuge der Anklage, wie man Schrift auf Schiefertafeln erscheinen lassen konnte. Slade wurde verurteilt, allerdings nicht aufgrund der Demonstration Maskelynes, sondern aus anderen Gründen. Als die Verurteilung wegen Formfehlern aufgehoben wurde, verließ Slade das Land.
Maskelyne erkannte die Methoden Slades und reproduzierte diese in Aufklärungsvorstellungen. So bewies er, dass die Schrift auf der Tafel mit Hilfe eines Stückchens Kreide, das an einem Fingerhut befestigt war, von Slade selbst geschrieben wurde.
Besondere Aufmerksamkeit erzielte Slade dadurch, dass ihm der Astrophysiker Karl Friedrich Zöllner nach einer 1877 veranstalteten Séance absolute Echtheit bescheinigte. Zöllner verfasste in den Jahren 1878/79 mehrere Berichte über diese Erfahrung und stellte die Hypothese auf, dass geistige Wesen aus der vierten Dimension dieses Phänomen bewerkstelligt haben.
Auch der Zauberkünstler Chung Ling Soo entlarvte Slades Technik der Geisterschrift.
Nach Slades Tod stellte man fest, dass er eine, Zitat: „Hermaphrodite“ war.